# Sinciziotrofoblasto
Il sinciziotrofoblasto è un ammasso di cellule adibite all'erosione della mucosa uterina nella cosiddetta fase di impianto dell'embrione nei primissimi giorni di sviluppo dopo la fecondazione. In particolar modo, il sinciziotrofoblasto deriva dalla proliferazione di cellule, sottostanti ad esso, che costituiscono uno strato molto importante, il citotrofoblasto, che a sua volta è sotteso da un tessuto definito mesoderma extraembrionale somatico. Il mesoderma, il citotrofoblasto e il sinciziotrofoblasto costituiscono uno dei tre fondamentali annessi embrionali: il corion.
Il tessuto sinciziale è una struttura "innovativa", non è presente nell'organismo se non nella placenta. Analisi genetiche hanno rilevato che la costituzione di tale struttura deriverebbe probabilmente dalla selezione di geni appartenenti al virus respiratorio sinciziale umano integrati nel genoma milioni di anni fa.